# كشك سباحة

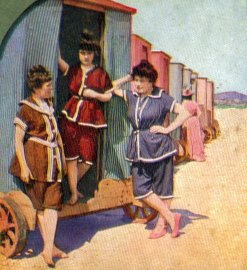
نساء بالقرب من كشك السباحة عام 1902

كشك السباحة كان جهازًا شائعًا من القرن الثامن عشر حتى أوائل القرن العشرين للسماح للناس بتغيير ملابسهم المعتادة وارتداء ملابس السباحة والخوض في المحيط على الشواطئ، فكان كشك السباحة مسقوفًا وعلى عربات خشبية مسقوفةٍ تُجَرّ في البحر. كان لبعضها جدران خشبية صلبة والبعض الآخر جدران قماشية فوق إطار خشبي وجدران عادة على الجانبين وأبواب ستائر في كل طرف.

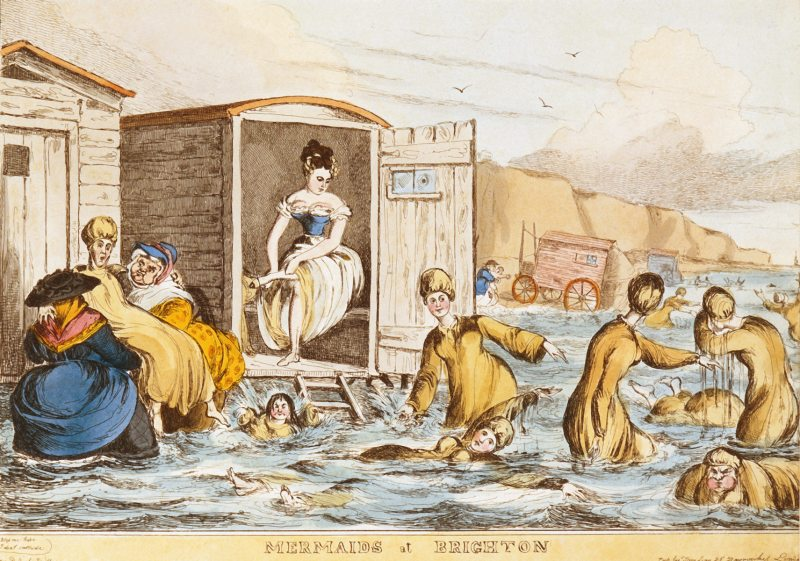

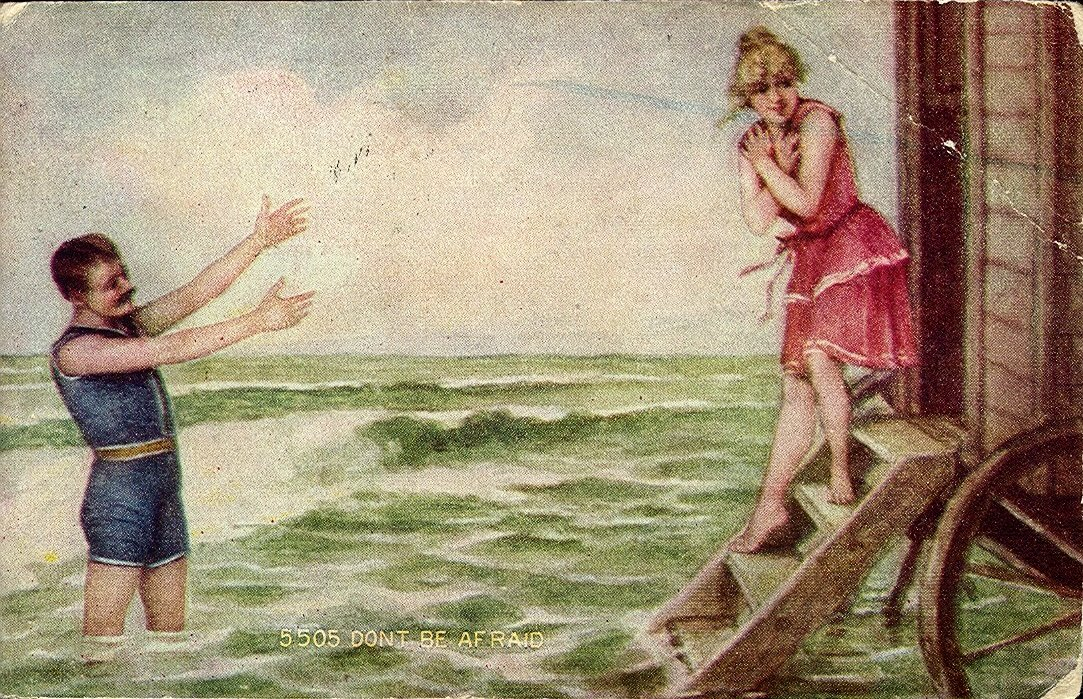
رجل وامرأة في ملابس السباحة ، ج. 1910. المرأة تخرج من كشك السباحة. بمجرد أن أصبح الاستحمام المختلط مقبولًا اجتماعيًا أصبحت أيام كشك السباحة معدودة.